# Tialidia brevita
Tialidia brevita är en insektsart som beskrevs av Nielson 1991. Tialidia brevita ingår i släktet Tialidia och familjen dvärgstritar. Inga underarter finns listade i Catalogue of Life.